# Eleven Sisters Provincial Park
Der Eleven Sisters Provincial Park ist ein 3025 ha großer Provinzpark im kanadischen British Columbia. Der Park wurde im Jahr 2013 gegründet und liegt etwa 125 Kilometer südwestlich von Williams Lake im Cariboo Regional District.

## Anlage
Der Park liegt südlich des British Columbia Highway 20 und ist geprägt durch zahlreiche Seen.
Bei dem Park handelt es sich um ein Schutzgebiet der Kategorie II (Nationalpark).

## Geschichte
Wie bei fast allen Provinzparks in British Columbia gilt auch für diesen, dass er lange bevor die Gegend von europäischen Einwanderern besiedelt oder sie Teil eines Parks wurde Jagd- und Fischereigebiet verschiedener Stämme der First Nations, hier hauptsächlich vom Stamm der Tsilhqot'in, war.
Das Schutzgebiet ist einer der neuesten Parks in der Provinz und wurde am 14. März 2013, zusammen 18 weiteren Schutzgebieten, mit dem Protected Areas of British Columbia Amendment Act eingerichtet.

## Benachbarte Parks
Im Norden liegt der Itcha Ilgachuz Provincial Park, während im Süden der Big Creek Provincial Park und im Südwesten der Ts’ilʔos Provincial Park sowie im Westen der Nuntsi Provincial Park liegen.